# Kurut
Kurut, qurut ou “kurt”, (Cazaquistão) ou Jameed (Árabe: جميد, literamente "endurecido"), é um tipo de queijo feito com a parte sólida do leite azedo (coalhado com sumo de limão ou outro ácido) ou de iogurte, que se deixa secar e é popular na Ásia Central. 
Este produto é o principal ingrediente do qurutob do Afeganistão, Tajiquistão e Irão, em que o queijo seco é dissolvido em água (“ob” significa água). Ainda no Afeganistão, prepara-se o "kichree qurut", misturando o qurut dissolvido em água com arroz e feijão-mungo.
O leite é mantido em uma fina peneira a fim de se transformar em iogurte. Adiciona-se sal diariamente a fim de deixar o iogurte mais espesso cada vez mais e o exterior desta massa vai sendo removido com água a fim de que o soro saia do conteúdo, deixando-o mais firme. Após alguns dias, torna-se denso e amarelado e se for seco, permanece branco. usa-se muito o processo de secagem pois a umidade pdoe deteriorar o "jameed".
Também chamado de "queijo rocha".
Muito popular na Jordânia, graças a um prato popular, o mansaf.